# 巧家五针松
巧家五针松（學名：Pinus squamata）又稱五针白皮松，是松科松屬的植物。現時巧家五针松極度瀕危，只分佈在中國雲南東北部巧家县新华镇杨家湾，僅存36株野生個體。

## 簡介
巧家五针松為常綠喬木，生長於海拔2000至2350米潮濕的山地林地中與雲南松混合生長。樹高可高達30米以上，老樹樹皮暗褐色，呈不規則薄片剝落，內皮為暗白色，冬芽為紅褐色卵球形，當年生枝為紅褐色，表面有黃褐色及灰褐色柔毛，2年生枝無毛。纖細針葉5針1束，長9至17厘米，葉兩面都具氣孔線，邊緣有細齒，橫切面面呈三角形，葉邊有3至5條樹脂道，葉鞘早落。成熟球果為圓柱狀橢圓形，長約9厘米，直徑約6厘米，鱗盾隆起，鱗臍被生。黑色的種子為長橢圓形或倒卵圓形，種翅長約1.6厘米，具有黑色縱紋。花期4至5月，球果翌年9至10月成熟。
巧家五针松種子品質較差，發芽勢弱，針葉出現時間晚於其它松樹，前4年生長緩慢，4年生後生長開始加速，20年生時生長速度超過了雲南松。

## 發現經過
1991年，《雲南林業》雜誌第一期中的“信息諮詢”欄目中，刊載了雲南省巧家縣林業局謝慶堯的文章《它是什麼樹種?》。該文中談到巧家縣有一葉似華山松、松果似雲南松、樹皮似白皮松的樹種，並詢問讀者它是什麼樹種。當時正在進行名木古樹資源調查的省名木古樹志辦公室也得到了該樹的照片和標本。辦公室隨即抽調李鄉旺、朱寶華等人前往調查。根據調查結果，後經西南林學院植物學家李鄉旺教授查閱中外文獻後，認為該種是雲南特有的一種新品種以及珍稀植物。於是李鄉旺就將該種定名為五針白皮松。後來，由於當時只有31株分佈在巧家縣，於是更名為巧家五針松。其拉丁學名為Pinus squamata X.W.Li。學名中的X.W.Li是定名人李鄉旺。

## 現況及保護
現時巧家五针松分布於雲南省昭通市巧家縣白鹤灘镇楊家灣村附近的一條海拔2000至2350米南北走向山脊東西兩坡面上部的山坳中，分佈面積不足0.5平方公里，野生個體35株，樹齡介乎10至50年。然而通過10多年來的人工繁育，巧家五針松的數量逐漸上升，截至2011年10月，巧家五針松以人工繁殖數量已達5000餘株。
由於數量少，分佈範圍狹窄，因此被中國列為國家一級重點保護野生植物，另外IUCN紅色名錄中亦列為極危物種。由世界自然保護聯盟（IUCN）主辦並於2012年9月6日至15日在韓國濟州召開的世界自然保護大會上，公佈了全球100種最瀕危物種名單，當中包括巧家五針松。

## 多樣性
用隨機擴增多態(RAPD)方法對巧家五针松的遺傳多樣性和居群遺傳結構進行了研究，發現巧家五针松遺傳多樣性極低。兩個亞居群落(半陰坡亞居群與半陽坡亞居群)遺傳分化程度不高。巧家五针松極低的遺傳多樣性可能是由於它在演化過程中遭受過嚴重的災害，造成基因的瓶頸效應，喪失其大部分遺傳變異。以及的演化過程中由於遺傳漂變及自交衰退等現象，導致遺傳多樣性的進一步減少。另外，闊葉樹種對其生存的壓迫以及人類的干擾也是導致巧家五针松遺傳多樣性降低的因素之一。

## 外部連結
- IUCN紅色名錄-巧家五针松 （页面存档备份，存于）
- 中国论文网-巧家五针松[永久]
- Pinus squamata (巧家五针松) description （页面存档备份，存于）
- Pinus squamata X. W. Li — Overview Qiaojia Pine-EOL （页面存档备份，存于）